# Elizabeth Wyn Wood
Elizabeth Winnifred Wood, meglio nota come Elisabeth Wyn Wood (Orillia, 8 ottobre 1903 – Willowdale, 27 gennaio 1966), è stata una scultrice canadese e una fautrice dell'educazione artistica. Figura notevole della scultura canadese, è conosciuta principalmente per la sua interpretazione modernista del paesaggio canadese nelle sue opere.

## Biografia
Elizabeth Wyn Wood nacque nel cottage della sua famiglia sull'Isola di Cedar, appena al largo di Orillia (Ontario), l8 ottobre 1903. Era la quarta figlia di Edward Alfred Wood (1860-1915) e Sarah Elizabeth Weafer (1864-1952). Vi era una differenza di dieci anni tra Wyn Wood e sua sorella minore Elmo. Aveva un fratello maggiore di nome Edward e un'altra sorella maggiore di nome Fern.
Edward Wood Sr. era il proprietario di un negozio di cereali e di abbigliamento femminile a Orillia (Ontario). Lo stesso anno in cui nacque Elizabeth i Wood si trasferirono nella loro casa al 136 di West Street a Orillia. La famiglia aveva anche due case estive sul lago Couchiching. Durante i mesi estivi, la famiglia trascorreva la maggioranza del suo tempo sul lago e Wyn Wood imparò a nuotare e ad andare in canoa in tenera età.
Wyn Wood dimostrò un'affinità per, la scultura in giovane età, usando da bambina la plastilina e la creta per creare oggetti d'arte.
Dall'età di sette anni al 1917 Wyn Wood frequentò il St. Mildred's College a Toronto (Ontario). Ritornava ad Orillia ogni estate per trascorrere il tempo con la sua e nella natura selvaggia che circondava le loro case estive.
Wood si diplomò all'Ontario College of Art (OCA) nel 1925. Mentre era all'OCA, studiò sotto la guida degli artisti Arthur Lismer e J.E.H. MacDonald del Gruppo dei Sette. Studiò inoltre scultura sotto Emanuel Hahn.
Nel novembre del 1926, Wyn Wood cominciò un tirocinio di due mesi presso l'Art Students League of New York, studiando sotto la guida di Robert Laurent ed Edward McCarton. Durante il soggiorno a New York trascorse tempo a studiare l'arte e la scultura dell'antico Egitto.

## Principali opere e affiliazioni
Tra le sue maggiori opere pubbliche vi sono il Memoriale di guerra di Welland-Crowland (Welland-Crowland War Memorial) nel Parco Chippawa, Welland (Ontario), inaugurato nel 1939, e le sculture in bassorilievo del 1962 all'Università Ryerson a Toronto.

### Il Memoriale di guerra di Welland-Crowland
Il Memoriale di guerra di Welland-Crowland progettato da Elizabeth Wyn Wood mostra due figure eroiche, Uomo il Difensore e Donna la Donatrice, poste sullo sfondo del paesaggio canadese. Pianificato come parte del piano di abbellimento regionale per le terre lungo il Canale di Welland Canal, il monumento era destinato ad essere visibile e intelligibile ai passeggeri sulle navi di passaggio. Il Memoriale di guerra di Welland-Crowland fu scoperto il 2 settembre 1939.

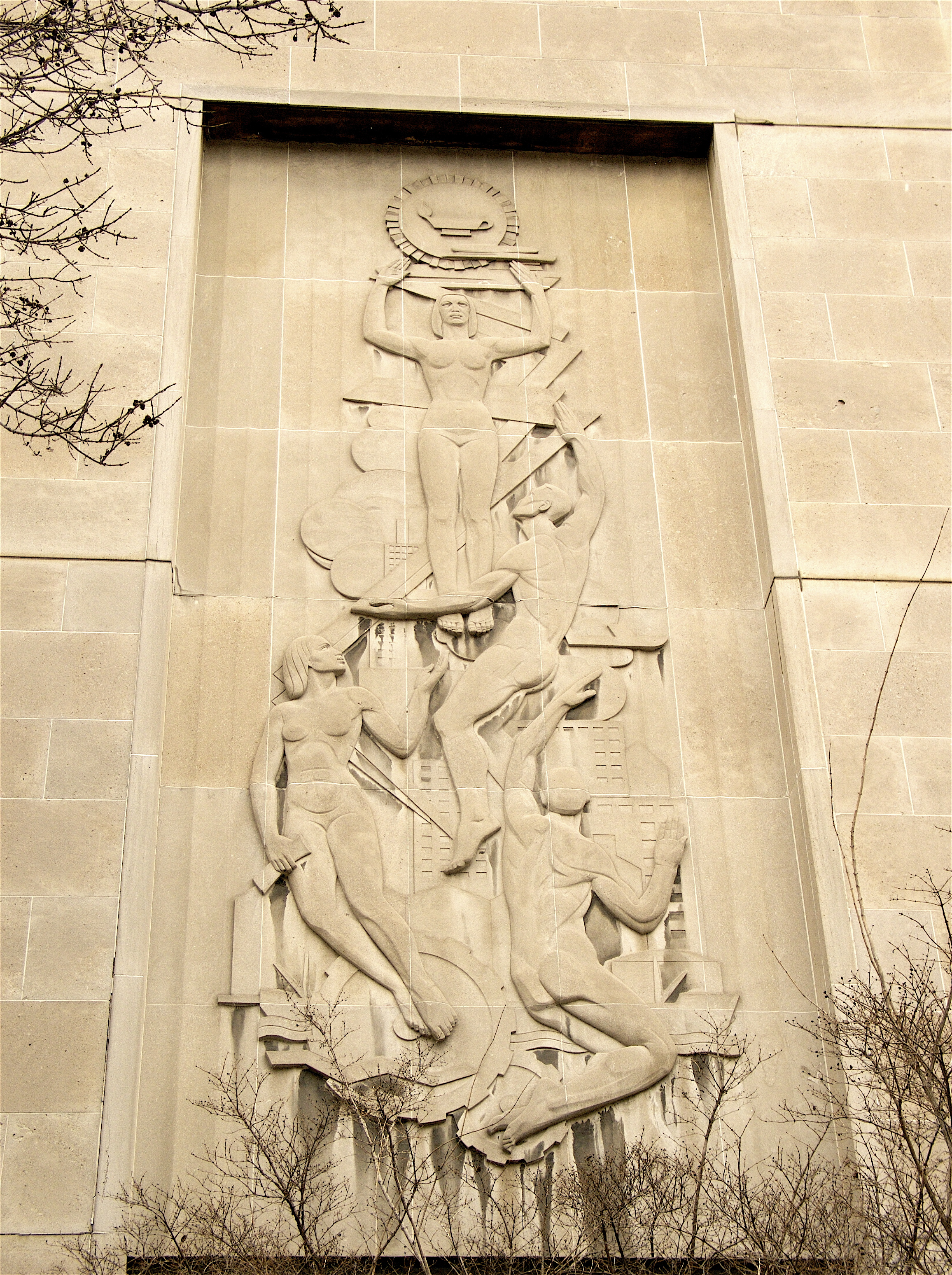
Bassorilievo di Elizabeth Wyn Wood all'Università Ryerson a Toronto
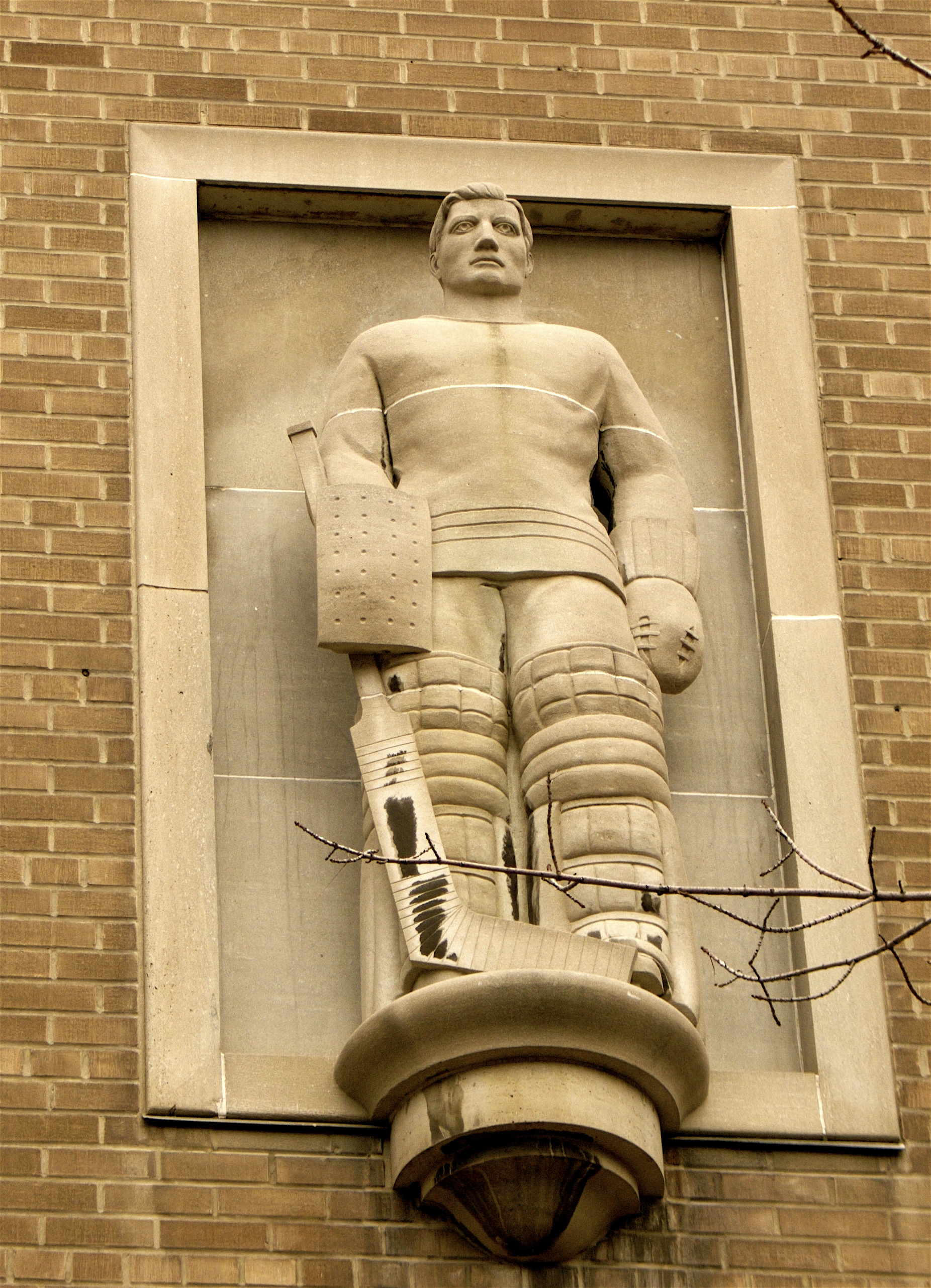
Altorilievo di un portiere di hockey su ghiaccio di Elizabeth Wyn Wood all'Università Ryerson a Toronto
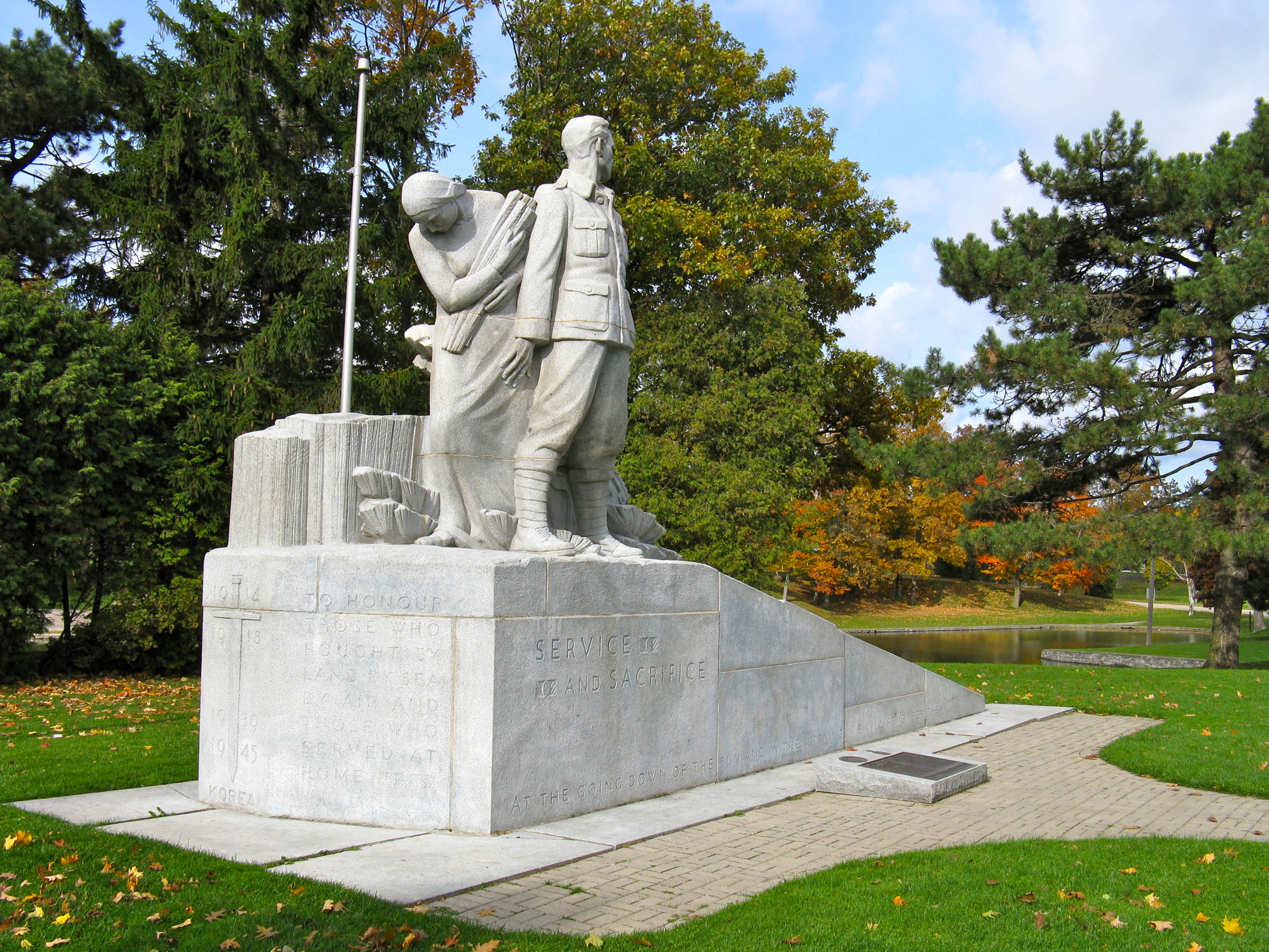
Memoriale di guerra di Welland-Crowland di Elizabeth Wyn Wood a Welland

### Affiliazioni professionali e premi
Insieme ad Alfred Laliberté, Frances Loring, Florence Wyle e Henri Hébert, Wyn Wood fu un membro fondatore della Società degli scultori del Canada. Nel 1945, fu tra i membri fondatori del Consiglio Canadese delle Arti (ribattezzato Conferenza canadese delle Arti nel 1958). Come membro del Consiglio, svolse le funzioni di Segretario organizzatore (1944–45), Presidente del Comitato per le Relazioni internazionali (1945–48), e Vice Presidente (1945–48).
In qualità di Presidente del Comitato per le Relazioni internazionali, partecipò all'organizzazione e alla stesura della prefazione del catalogo, di un'esposizione di 74 artisti intitolata Canadian Women Artists ("Artiste canadesi") al Riverside Museum, New York, N.Y. (27 aprile-18 maggio 1947).
Fu nominata membro della Reale Accademia canadese delle Arti. Fu introdotta nella Orillia Hall of Fame nel 1966.